# Malli, Jevargi
Malli là một làng thuộc tehsil Jevargi, huyện Gulbarga, bang Karnataka, Ấn Độ.